# الحد الأدنى للأجور في الأردن
| البلد            | دولار لكل ساعة |
| ---------------- | -------------- |
| أستراليا         | 12٫59          |
| فرنسا            | 12٫06          |
| ألمانيا          | 11٫81          |
| نيوزيلندا        | 11٫04          |
| هولندا           | 11٫02          |
| بلجيكا           | 10٫97          |
| المملكة المتحدة  | 10٫47          |
| كندا             | 10٫23          |
| أيرلندا          | 10٫06          |
| كوريا الجنوبية   | 8٫61           |
| إسبانيا          | 8٫58           |
| سلوفينيا         | 7٫95           |
| الولايات المتحدة | 7٫25           |
| بولندا           | 6٫89           |
| إسرائيل          | 6٫85           |
| تركيا            | 6٫74           |
| ليتوانيا         | 6٫69           |
| البرتغال         | 6٫29           |
| جمهورية التشيك   | 5٫8            |
| اليونان          | 5٫71           |
| المجر            | 5٫53           |
| إستونيا          | 5٫17           |
| لاتفيا           | 4٫32           |
| كوستاريكا        | 3٫46           |
| سلوفاكيا         | 3٫18           |

الحد الأدنى للأجور في الأردن هو ادنى راتب يمكن للعامل في القطاع الخاص أو القطاع العام في الأردن مقابل عمله. وتم رفع الحد الأدنى للأجور في الأردن على مدار السنوات بما يتناسب والوضع الاقتصادي والتضخم الحاصل في الأردن ودول العالم. يتم ذكر الحد الادنى للاجور في الأردن في قانون العمل. ويشرف على رفع أو تغيير الحد الادنى للاجور في الأردن لجنة الثلاثية مكونة من وزارة العمل وأصحاب العمال والحكومة.

## تاريخه
استنادا لنص المادة (52) من قانون العمل رقم (8) لسنة 1996 وبدأ العمل بالحد الادنى للأجور في عام 2000 بمبلغ 80 دينار. وتم رفع الحد العام 2003 إلى 85 ديناراً، والعام 2005 إلى 95 دينارا على إثر إزالة جزء كبير من الدعم المقدم للمشتقات البترولية. وفي 2007 إلى 110 دنانير بسبب ارتفاع تكاليف المعيشة. وفي 2008 إلى 150 دينارا ومن ثم إلى 190 دينارا إثر ارتفاعات حادة في مستويات الأسعار العالمية والمحلية. في شهر شباط من عام 2020 تم اتخاذ قرار بإجماع أطراف اللجنة الثلاثية (الحكومة وأصحاب العمل والعمال) في حينه على رفع الحد الأدنى للأجور من 220 إلى 260 دينار وتطبيقه اعتباراً من تاريخ 1 يناير - كانون ثاني 2021. وفي اواخر عام 2024  تم اصدار قرار حكومي برفع الحد الادنى للاجور بدأً من 1 يناير 2025 إلى 290 دينار.

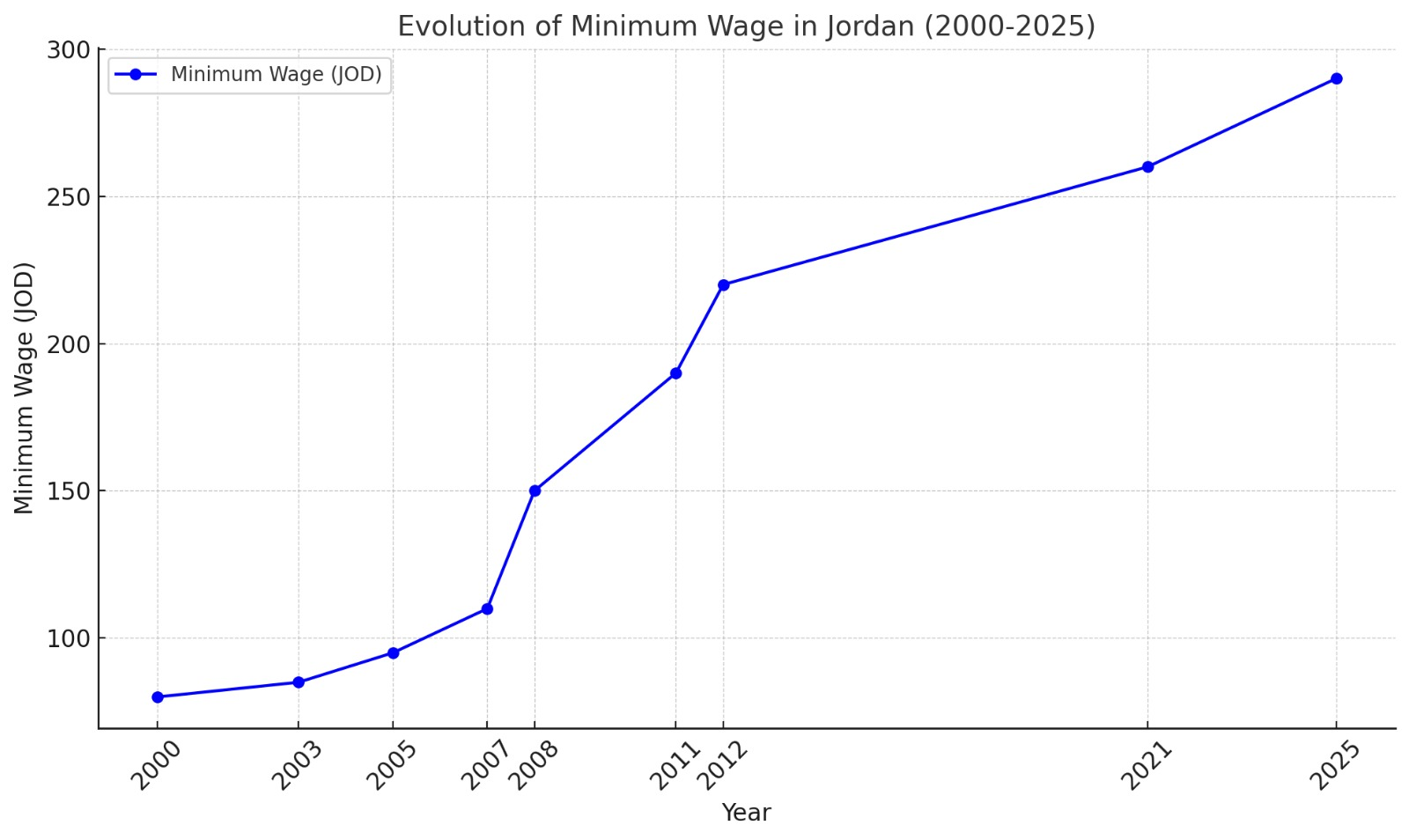
رسم بياني للحد الادنى للاجور في الأردن بين عامي 2000-2025

| العام | الراتب | سبب الرفع                                                    |
| ----- | ------ | ------------------------------------------------------------ |
| 2000  | 80     | بدء العمل به                                                 |
| 2003  | 85     |                                                              |
| 2005  | 95     |                                                              |
| 2007  | 110    |                                                              |
| 2008  | 150    | ارتفاعات في مستويات الأسعار العالمية والمحلية                |
|       | 190    |                                                              |
|       | 220    |                                                              |
| 2021  | 260    |                                                              |
| 2025  | 290    | رفع المستوى المعيشي لشريحة كبيرة من العاملين في القطاع الخاص |

## المفهوم
الحد الأدنى للأجور هو مبدأ قانوني يحدد مقدار ما يجب على صاحب العمل أن يدفعه كحد أدنى للعامل مقابل كل ساعة عمل واحدة. ومن ثم فإن الحد الأدنى للأجور هو الحد الأدنى الذي يجب دفعه. ويعد الحد الأدنى للأجور مؤشرا اجتماعيا تتحمل الحكومات مسؤولية تحديده وهو أحد أدواتها لضمان الحدود الدنيا من الدخل التي توفر حياة كريمة للعاملين وأسرهم، وفي غالبية دول العالم يتم ربطه بخط الفقر المطلق للأسر ومعدلات الإعالة في المجتمع.، يعد أن الحد الأدنى للأجور أحد أدوات السياسات الاجتماعية والاقتصادية الذي تستخدمها الحكومات لضمان الحد الأدنى من الدخل الذي يقي الداخلون الجدد إلى سوق العمل من الفقر ويحميهم من الاستغلال، إلا أنه وللأسف يتم التعامل مع الحد الأدنى للأجور في بعض القطاعات الاقتصادية في الأردن باعتباره مستوى الأجر الذي يتم دفعه للعاملين والعاملات.
وبالإضافة إلى الدور الذي يلعبه الحد الأدنى للأجور – وزيادته بشكل منتظم ليتوائم مع مستويات المعيشة المتغيرة – في تعزيز منظومة الحماية الاجتماعية ومكافحة الفقر والتقليل من مستويات التفاوت الاجتماعي (اللامساواة الاقتصادية)، إلى جانب تقليله لأعداد العاملين الفقراء في الأردن، فإن له دورا أساسيا في تحفيز الاقتصاد كونه يلعب دورا أساسيا في زيادة الطلب المحلي الكلي على السلع والخدمات، ويحرك عجلة الاقتصاد جراء ذلك.

## تحديده
وفي الأردن وعلى مدار اسنوات حدد مجلس الوزراء الأردني الحد الادنى للأجور لأول مرة في 1999 بمبلغ 80 دينارا بناء على تنسيب لجنة مشكلة من مجلس الوزراء، من ممثلين عن الحكومة والعمال وأصحاب العمل،

## قانون العمل
تنص المادة 53 من قانون العمل على أنه «يعاقب صاحب العمل أو من ينوب عنه بغرامة لا تقل عن 50 ديناراً ولا تزيد على مائتي دينار عن كل حالة يدفع فيها إلى عامل أجراً يقل عن الحد الأدنى المقرر للأجور، إضافة إلى الحكم للعامل بفرق الأجر وتضاعف العقوبة كلما تكررت المخالفة».  ومن التحديات التي تواجه تطبيق معايير العمل اللائق في الأردن، ضعف إنفاذ القانون والذي أدى وما زال يؤدي إلى اتساع
كثرة الانتهاكات التي تتعرض لها قطاعات واسعة من العاملين بأجر، والتجاوزات على القوانين ذات العلاقة بالعمل، إذ أن قطاعات واسعة من العاملين بأجر يحصلون على أجور شهرية تقل عن الحد الأدنى للأجور وأعداداً كبيرة من العاملين يستلمون أجورهم الشهرية في فترات زمنية متأخرة تتجاوز اليوم السابع من الشهر الذي يل (استحقاق الراتب)، كما حددت في الفقرة (أ) من المادة 46 من قانون العمل، وكذلك حرمان قطاعات كبيرة من حقوقهم في الإجازات السنوية والمرضية والرسمية.

## انتقادات انخفاضه
بحسب عدد من الدراسات فان الحد الادنى للاجور في الأردن ما زال يقل كثيرا عن خط الفقر المطلق للأسرة المعيارية في الأردن البالغ وفق الأرقام الرسمية 480 دينارا شهريا، ويقل كثيرا أيضا عن معدلات الإعالة البالغة، حيث يعيل كل شخص ثلاثة آخرين، بمعنى 400 دينارا شهريا، مما يؤدي إلى اتساع رقعة العاملين الفقراء في الأردن بسبب تدني الدخل، حيث تشير أرقام المؤسسة العامة للضمان الاجتماعي لعام 2018 إلى أن ما يقارب 30 بالمائة من العاملين في الأردن رواتبهم تقل عن 300 دينارا شهريا.
كما ان الرفع المنخفض للحد الادنى للأجور (80 دينار عام 2000 ألى 260 دينار عام 2021) إلى استمرار معدلات البطالة عند مستويات مرتفعة في الأردن، لان معايير العمل وعلى وجه الخصوص الأجور في القطاع العام أفضل منها في القطاع الخاص. إضافة إلى أن هناك قطاعات واسعة من العاملين بأجر يحصلون على أجور شهرية تقل عن الحد الأدنى للأجور، ويشكل انخفاض الأجور السبب الأساسي لغالبية الاحتجاجات العمالية التي تم تنفيذها خلال الأعوام الماضية. إن مخاوف البعض في القطاع الخاص من أن رفع الحد الأدنى للأجور سيزيد الضغوط على القطاع الخاص غير مبررة، إذ أن الضغوط والأعباء الأساسية على القطاع الخاص ناتجة عن مصادر أخرى، مثل ارتفاع أسعار الطاقة ومدخلات الإنتاج غير البشرية والضرائب المرتفعة بأنواعها المختلفة وضعف الإدارة وارتفاع اشتراكات الضمان الاجتماعي وغيرها، وعليهم أن يتوجهوا للضغط على الحكومة لتخفيف هذه الضغوط، وعدم استسهال الضغط على أجور العاملين.

## معارضة رفعه
يعارض أصحاب العمل رفع الحد الأدنى للأجور، لأن من شأن ذلك زيادة الأعباء المالية على القطاعات الاقتصادية، خاصة المتضررة من الجائحة، وسينعكس الأمر سلبا على العاملين، حيث سيتم تسريح أعداد منهم لتأمين زيادة الأجور. ويختلف الحد الأدنى للأجور عن أجر التوازن الذي يتحدد عن طريق قوى العرض والطلب في السوق التنافسية. وعادة يجوز لصاحب العمل أن يدفع للعامل أعلى من الحد الأدنى للأجور ولكن لا يجوز له أن يدفع له أقل منه.

## الروابط الخارجية
- الحد الادنى للاجور - مركز الفينيق للدراسات
- المرصد العمالي الأردني